# PEC Zwolle in het seizoen 2018/19 (mannen)
Het seizoen 2018/2019 is het 108e jaar in het bestaan van de Zwolse voetbalclub PEC Zwolle. De club kwam uit in de Eredivisie, na 34 speelrondes eindigde de club op een 13e plaats. Het nam ook deel aan het toernooi om de KNVB beker, hierin werd in de achtste finale met 5–0 verloren van AZ.

## Wedstrijdstatistieken

### Oefenduels
| Datum + plaats              | Wedstrijd                        | Uitslag       | Scoreverloop |
| --------------------------- | -------------------------------- | ------------- | --- |
| 29 juni 2018 Zwolle         | VV Berkum – PEC Zwolle           | 1 – 3 (1 – 2) | 17' Jason Huisman 1–0, 30' Zian Flemming 1–1, 45' Terell Ondaan 1–2, 52' Denis Genreau 1–3                                                                                      |
| 3 juli 2018 Genemuiden      | SC Genemuiden – PEC Zwolle       | 1 – 4 (1 – 2) | 2' Zian Flemming 0–1, 27' Omar Kavak 1–1, 45' Zian Flemming 1–2, 62' Darryl Lachman 1–3, 81' Mike van Duinen (p) 1–4                                                            |
| 7 juli 2018 Dalfsen         | FC Dalfsen – PEC Zwolle          | 0 – 5 (0 – 2) | 7' Mike van Duinen 0–1, 25' Jairo Schet 0–2, 51' Denis Genreau 0–3, 64' Terell Ondaan 0–4, 79' Gustavo Hamer 0–5                                                                |
| 10 juli 2018 Wijthmen       | PEC Zwolle – SV Meppen           | 2 – 5 (1 – 2) | 5' Thorben Deters 0–1, 35' Mike van Duinen (p) 1–1, 42' Max Kremer (p) 1–2, 59' Zian Flemming 2–2, 67' Carlos da Silva (e.d.) 2–3, 86' Luka Tankulic 2–4, 90' Martin Wagner 2–5 |
| 14 juli 2018 Wijthmen       | PEC Zwolle – SBV Excelsior       | 5 – 0 (4 – 0) | 11' Mike van Duinen 1–0, 17' Zian Flemming 2–0, 28' Mike van Duinen 3–0, 43' Zian Flemming 4–0, 51' Zian Flemming 5–0                                                           |
| 18 juli 2018 Ilten          | KAA Gent – PEC Zwolle            | 1 – 0 (1 – 0) | 35' Yuya Kubo 1–0 |
| 21 juli 2018 Ilten          | Hannover 96 – PEC Zwolle         | 3 – 1 (2 – 1) | 11' Niclas Füllkrug 1–0, 21' Denis Genreau 1–1, 57' Niclas Füllkrug 2–1, 96' Hendrik Weydandt 3–1                                                                               |
| 28 juli 2018 Wijthmen       | PEC Zwolle – Levante UD          | 3 – 1 (1 – 0) | 36' Clint Leemans 1–0, 46' Rubén Rochina 1–1, 61' Denis Genreau 2–1, 85' Denis Genreau 3–1                                                                                      |
| 4 augustus 2018 Zwolle      | PEC Zwolle – RKC Waalwijk        | 3 – 0 (2 – 0) | 26' Vito van Crooij 1–0, 32' Denis Genreau 2–0, 90' Clint Leemans (p) 3–0 |
| 6 september 2018 Heerenveen | sc Heerenveen – PEC Zwolle       | 0 – 1 (0 – 0) | 87' Vito van Crooij 0–1 |
| 10 oktober 2018 Amsterdam   | AFC Ajax – PEC Zwolle            | 4 – 1 (2 – 1) | 3' Giovanni Hiwat 0–1, 11' Václav Černý 1–1, 18' Klaas-Jan Huntelaar 2–1, 88' Leo Thethani 3–1, 90' Teun Bijleveld 4–1                                                          |
|                             |                                  |               | |
| 7 januari 2019 Mijas        | 1. FC Nürnberg – PEC Zwolle      | 1 – 1 (1 – 0) | 27' Törles Knöll 1–0, 51' Zian Flemming 1–1 |
| 11 januari 2019 Leverkusen  | Bayer 04 Leverkusen – PEC Zwolle | 3 – 1 (2 – 0) | 30' Kevin Volland 1–0, 34' Leon Bailey 2–0, 75' Leon Bailey 3–0, 89' Stanley Elbers 3–1                                                                                         |
| 21 maart 2019 Zwolle        | PEC Zwolle – De Graafschap       | 4 – 2 (2 – 1) | 8' Stefan Nijland 0–1, 10' Clint Leemans 1–1, 32' Stanley Elbers 2–1, 60' Lennart Thy 3–1, 62' Zian Flemming 4–1, 80' Fabian Serrarens 4–2                                      |

### Eredivisie
| 1e speelronde | PEC Zwolle                                                                                                 | 2 – 3 (1 – 3)                                       | sc Heerenveen | Opstelling PEC Zwolle: |
| 10 augustus 2018 Aanvangstijd: 20.00 uur Plaats: Zwolle MAC³PARK stadion Toeschouwers: 14.000 Scheidsrechter: Dennis Higler Video-assistent: Danny Makkelie                                                                                               | Mike van Duinen 28' (pen.), 56' (pen.) 90' Darryl Lachman 90+2'                                            | Wedstrijdverslag                                    | 18' Kik Pierie 27' Doke Schmidt 29' Dave Bulthuis 32', 39' 55' Morten Thorsby 43' Arber Zeneli 63' Daniel Høegh 90' Sam Lammers              | Boer, Ehizibue, Lachman, Marcellis, Van Polen, Hamer, Leemans, Genreau, Flemming ( 87' Ondaan), Van Crooij ( 46' Namli), Van Duinen                              |
| 2e speelronde | FC Utrecht                                                                                                 | 2 – 0 (2 – 0)                                       | PEC Zwolle | Opstelling PEC Zwolle: |
| 19 augustus 2018 Aanvangstijd: 12.15 uur Plaats: Utrecht Stadion Galgenwaard Toeschouwers: 18.063 Scheidsrechter: Martin van den Kerkhof Video-assistent: Christiaan Bax                                                                                  | Joris van Overeem 26' 68' Sean Klaiber 44' 73' Urby Emanuelson 50'                                         | Wedstrijdverslag                                    | 45+1' Gustavo Hamer | Boer, Ehizibue, Lachman, Marcellis ( 46' Van den Berg), Van Polen, Hamer, Leemans, Flemming ( 61' Genreau), Van Crooij, Namli ( 81' Elbers), Van Duinen          |
| 3e speelronde | PEC Zwolle                                                                                                 | 1 – 2 (0 – 1)                                       | PSV | Opstelling PEC Zwolle: |
| 25 augustus 2018 Aanvangstijd: 20.45 uur Plaats: Zwolle MAC³PARK stadion Toeschouwers: 13.255 Scheidsrechter: Björn Kuipers Video-assistent: Pol van Boekel                                                                                               | Mike van Duinen 2' (pen.) Kingsley Ehizibue 40' Vito van Crooij 48'                                        | Wedstrijdverslag                                    | 41', 90+3' Luuk de Jong 56' Denzel Dumfries 90+1' Nick Viergever                                                                             | Van der Hart, Ehizibue, Lachman, Van den Berg, Van Polen ( 52' Paal), Genreau ( 65' Flemming), Dekker ( 82' Hamer), Leemans, Namli, Van Crooij, Van Duinen       |
| 4e speelronde | FC Groningen                                                                                               | 0 – 1 (0 – 0)                                       | PEC Zwolle | Opstelling PEC Zwolle: |
| 2 september 2018 Aanvangstijd: 12.15 uur Plaats: Groningen NoordLease Stadion Toeschouwers: 16.014 Scheidsrechter: Joey Kooij Video-assistent: Serdar Gözübüyük                                                                                           | Deyovaisio Zeefuik 70' Mimoun Mahi 85' Ritsu Doan 90+4'                                                    | Wedstrijdverslag                                    | 30' Denis Genreau 34' Kenneth Paal 52' Rick Dekker 64' Vito van Crooij 90+4' Thomas Lam                                                      | Van der Hart, Ehizibue, Lam, Van den Berg, Paal, Leemans ( 53' Bouy), Dekker, Genreau ( 46' Scamacca), Namli ( 84' Hamer), Van Crooij, Van Duinen                |
| 5e speelronde | PEC Zwolle                                                                                                 | 0 – 2 (0 – 2)                                       | SBV Vitesse | Opstelling PEC Zwolle: |
| 16 september 2018 Aanvangstijd: 16.45 uur Plaats: Zwolle MAC³PARK stadion Toeschouwers: 13.325 Scheidsrechter: Christiaan Bax Video-assistent: Martin Pérez                                                                                               | Bram van Polen 20'                                                                                         | Wedstrijdverslag                                    | 14' Maikel van der Werff 26', 44' Tim Matavž 29' Max Clark 78' Matúš Bero                                                                    | Van der Hart, Ehizibue, Van Polen, Van den Berg ( 46' Scamacca), Tripaldelli ( 76' Flemming), Leemans, Lam, Dekker, Namli ( 46' Elbers), Van Crooij, Van Duinen  |
| 6e speelronde | FC Emmen                                                                                                   | 0 – 1 (0 – 1)                                       | PEC Zwolle | Opstelling PEC Zwolle: |
| 23 september 2018 Aanvangstijd: 14.30 uur Plaats: Emmen De Oude Meerdijk Toeschouwers: 8.000 Scheidsrechter: Björn Kuipers Video-assistent: Rob Dieperink                                                                                                 | Caner Cavlan 29' Reuven Niemeijer 51'                                                                      | Wedstrijdverslag                                    | 25' Clint Leemans 26' Mike van Duinen 30' Rick Dekker 86' Vito van Crooij                                                                    | Van der Hart, Ehizibue, Lam ( 63' Lachman), Van den Berg, Van Polen, Leemans ( 83' Hamer), Flemming, Dekker, Namli ( 67' Elbers), Van Crooij, Van Duinen         |
| 7e speelronde | AZ | 2 – 2 (1 – 1)                                       | PEC Zwolle | Opstelling PEC Zwolle: |
| 30 september 2018 Aanvangstijd: 14.30 uur Plaats: Alkmaar AFAS Stadion Toeschouwers: 15.354 Scheidsrechter: Jochem Kamphuis Video-assistent: Richard Martens                                                                                              | Oussama Idrissi 10' Guus Til 76' Jonas Svensson 87'                                                        | Wedstrijdverslag                                    | 18' Kenneth Paal 36' 87' Vito van Crooij 62' Rick Dekker 88' Zian Flemming                                                                   | Van der Hart, Ehizibue, Lam, Van Polen, Paal, Dekker ( 83' Scamacca), Hamer, Genreau ( 64' Flemming), Namli ( 78' Elbers), Van Crooij, Van Duinen                |
| 8e speelronde | PEC Zwolle                                                                                                 | 2 – 0 (1 – 0)                                       | SBV Excelsior | Opstelling PEC Zwolle: |
| 6 oktober 2018 Aanvangstijd: 19.45 uur Plaats: Zwolle MAC³PARK stadion Toeschouwers: 13.562 Scheidsrechter: Martin van den Kerkhof Video-assistent: Freek van Herk                                                                                        | Mike van Duinen 23' Thomas Lam 55' Gustavo Hamer 63'                                                       | Wedstrijdverslag                                    | 13' Ryan Koolwijk 54' Luigi Bruins 60' Lorenzo Burnet                                                                                        | Van der Hart, Ehizibue, Lam, Van Polen, Paal, Dekker, Hamer, Genreau ( 81' Flemming), Namli, Van Crooij, Van Duinen ( 84' Scamacca)                              |
| 9e speelronde | Feyenoord                                                                                                  | 3 – 0 (2 – 0)                                       | PEC Zwolle | Opstelling PEC Zwolle: |
| 21 oktober 2018 Aanvangstijd: 14.30 uur Plaats: Rotterdam De Kuip Toeschouwers: 45.600 Scheidsrechter: Siemen Mulder Video-assistent: Björn Kuipers | Jordy Clasie 18' Nicolai Jørgensen 44' Jerry St. Juste 58' Steven Berghuis 73'                             | Wedstrijdverslag                                    | | Van der Hart, Ehizibue, Lam, Lachman, Paal, Dekker ( 76' Bouy), Hamer, Flemming ( 46' Tripaldelli), Namli, Scamacca, Van Duinen                                  |
| 10e speelronde | PEC Zwolle                                                                                                 | 1 – 1 (0 – 1)                                       | Heracles Almelo | Opstelling PEC Zwolle: |
| 27 oktober 2018 Aanvangstijd: 20.45 uur Plaats: Zwolle MAC³PARK stadion Toeschouwers: 13.523 Scheidsrechter: Edwin van de Graaf Video-assistent: Dennis Higler                                                                                            | Rick Dekker 16' Kingsley Ehizibue 33' Mike van Duinen 73'                                                  | Wedstrijdverslag                                    | 17' Adrián Dalmau 20' Tim Breukers 79' Bart van Hintum 86' Maximilian Rossmann                                                               | Van der Hart, Ehizibue, Lam, Lachman, Paal, Dekker ( 69' Bouy), Hamer, Leemans ( 60' Genreau), Namli, Van Duinen, Flemming                                       |
| 11e speelronde | Fortuna Sittard                                                                                            | 3 – 0 ( – 0)                                        | PEC Zwolle | Opstelling PEC Zwolle: |
| 4 november 2018 Aanvangstijd: 14.30 uur Plaats: Sittard Fortuna Sittard Stadion Toeschouwers: 8.332 Scheidsrechter: Christiaan Bax Video-assistent: Luca Cantineau                                                                                        | Finn Stokkers 3' Mark Diemers 68' (pen.), 86' (pen.)                                                       | Wedstrijdverslag                                    | 84' Gustavo Hamer 84' Vito van Crooij | Van der Hart, Ehizibue, Lam, Lachman ( 46' Van den Berg), Paal ( 74' Scamacca), Bouy ( 46' Van Crooij), Hamer, Genreau, Namli, Van Duinen, Flemming              |
| 12e speelronde | PEC Zwolle                                                                                                 | 2 – 3 (0 – 2)                                       | Willem II | Opstelling PEC Zwolle: |
| 9 november 2018 Aanvangstijd: 20.00 uur Plaats: Zwolle MAC³PARK stadion Toeschouwers: 13.222 Scheidsrechter: Richard Martens Video-assistent: Dennis Higler                                                                                               | Kingsley Ehizibue 54' Vito van Crooij 63' Zian Flemming 82' Younes Namli 89'                               | Wedstrijdverslag                                    | 8' 90+6' Damil Dankerlui 17', 67' Fran Sol                                                                                                   | Van der Hart, Ehizibue, Lam, Lachman ( 69' Scamacca), Paal, Bouy ( 69' Dekker), Hamer, Flemming, Namli, Van Duinen, Van Crooij                                   |
| 13e speelronde | PEC Zwolle                                                                                                 | 2 – 3 (2 – 2)                                       | ADO Den Haag | Opstelling PEC Zwolle: |
| 24 november 2018 Aanvangstijd: 18.30 uur Plaats: Zwolle MAC³PARK stadion Toeschouwers: 12.152 Scheidsrechter: Siemen Mulder Video-assistent: Erwin Blank                                                                                                  | Thomas Lam 7' Clint Leemans 18' Vito van Crooij 55'                                                        | Wedstrijdverslag                                    | 17' (pen.), 24' Abdenasser El Khayati 57' Erik Falkenburg 83' Nick Kuipers 84' Danny Bakker                                                  | Van der Hart, Ehizibue, Lam ( 84' Lachman), Van den Berg, Paal, Dekker ( 76' Scamacca), Hamer ( 69' Genreau), Leemans, Namli, Van Duinen, Van Crooij             |
| 14e speelronde | De Graafschap                                                                                              | 0 – 2 (0 – 1)                                       | PEC Zwolle | Opstelling PEC Zwolle: |
| 1 december 2018 Aanvangstijd: 19.45 uur Plaats: Doetinchem Stadion De Vijverberg Toeschouwers: 12.008 Scheidsrechter: Martin van den Kerkhof Video-assistent: Stan Teuben                                                                                 | Erik Bakker 17' Lars Nieuwpoort 18' Youssef El Jebli 33' Frank Olijve 33' Hidde Jurjus 78'                 | Wedstrijdverslag                                    | 2' Thomas Lam 14' 29' Clint Leemans 33' Vito van Crooij 75' Younes Namli                                                                     | Van der Hart, Ehizibue, Van den Berg ( 46' Flemming), Lam, Bouy, Paal, Dekker, Leemans, Namli, Van Duinen ( 79' Elbers), Van Crooij                              |
| 15e speelronde | PEC Zwolle                                                                                                 | 1 – 4 (1 – 2)                                       | AFC Ajax | Opstelling PEC Zwolle: |
| 8 december 2018 Aanvangstijd: 20.45 uur Plaats: Zwolle MAC³PARK stadion Toeschouwers: 14.000 Scheidsrechter: Jochem Kamphuis Video-assistent: Dennis Higler                                                                                               | Lasse Schöne 44' (e.d.) Mike van Duinen 45+1' Denis Genreau 68'                                            | Wedstrijdverslag                                    | 6' Matthijs de Ligt 22' Klaas-Jan Huntelaar 25' Nicolás Tagliafico 32' Frenkie de Jong 59' 89' Dušan Tadić 70' Lasse Schöne                  | Van der Hart, Ehizibue, Van den Berg ( 79' Elbers), Lam, Bouy, Paal, Van Polen, Leemans ( 62' Genreau), Namli, Van Duinen, Flemming                              |
| 16e speelronde | PEC Zwolle                                                                                                 | 0 – 0 (0 – 0)                                       | NAC Breda | Opstelling PEC Zwolle: |
| 15 december 2018 Aanvangstijd: 18.30 uur Plaats: Zwolle MAC³PARK stadion Toeschouwers: 13.242 Scheidsrechter: Pol van Boekel Video-assistent: Laurens Gerrets                                                                                             | Bram van Polen 21' Kingsley Ehizibue 56'                                                                   | Wedstrijdverslag                                    | 44' Arno Verschueren 47' Mitchell te Vrede                                                                                                   | Boer, Ehizibue ( 77' Van den Berg), Lam, Bouy, Paal, Dekker ( 61' Elbers), Van Polen, Van Duinen, Namli, Van Crooij, Flemming                                    |
| 17e speelronde | VVV-Venlo                                                                                                  | 2 – 0 (1 – 0)                                       | PEC Zwolle | Opstelling PEC Zwolle: |
| 21 december 2018 Aanvangstijd: 20.00 uur Plaats: Venlo De Koel Toeschouwers: 7.235 Scheidsrechter: Joey Kooij Video-assistent: Rob Dieperink | Tino-Sven Sušić 29' (pen.) Evert Linthorst 30' Patrick Joosten 66' Nils Röseler 83'                        | Wedstrijdverslag                                    | 24' Zian Flemming 25' Diederik Boer 45+3' Kingsley Ehizibue                                                                                  | Boer, Ehizibue, Van den Berg, Van Polen, Paal, Dekker, Leemans, Namli ( 28' Van der Hart), Flemming ( 67' Elbers), Van Crooij, Van Duinen                        |
| 18e speelronde | PEC Zwolle                                                                                                 | 3 – 1 (1 – 1)                                       | Feyenoord | Opstelling PEC Zwolle: |
| 19 januari 2019 Aanvangstijd: 19.45 uur Plaats: Zwolle MAC³PARK stadion Toeschouwers: 13.724 Scheidsrechter: Pol van Boekel Video-assistent: Edwin van de Graaf                                                                                           | Bram van Polen 30' 66' Vito van Crooij 56' Younes Namli 76'                                                | Wedstrijdverslag                                    | 34' Robin van Persie 85' Jordy Clasie 90+6' Jens Toornstra                                                                                   | Van der Hart, Ligeon, Lam, Van Polen, Paal, Bouy ( 87' Leemans), Clement ( 79' Dekker), Namli, Van Duinen, Van Crooij ( 75' Elbers), Thy                         |
| 19e speelronde | Heracles Almelo                                                                                            | 0 – 2 (0 – 1)                                       | PEC Zwolle | Opstelling PEC Zwolle: |
| 26 januari 2019 Aanvangstijd: 18.30 uur Plaats: Almelo Polman Stadion Toeschouwers: 10.667 Scheidsrechter: Allard Lindhout Video-assistent: Serdar Gözübüyük                                                                                              | Alexander Merkel 37' Kristoffer Peterson 61' (pen.) Jesper Drost 80' Maximilian Rossmann 85'               | Wedstrijdverslag                                    | 13' Ouasim Bouy 16' Mike van Duinen 55' Lennart Thy 82' Kingsley Ehizibue 90' Pelle Clement 90+5' Stanley Elbers                             | Van der Hart, Ehizibue, Lam, Van Polen, Paal, Bouy ( 59' Leemans), Clement, Namli, Van Duinen, Van Crooij ( 58' Elbers), Thy ( 90+2' Flemming)                   |
| 20e speelronde | PEC Zwolle                                                                                                 | 4 – 3 (1 – 1)                                       | FC Utrecht | Opstelling PEC Zwolle: |
| 3 februari 2019 Aanvangstijd: 14.30 uur Plaats: Zwolle MAC³PARK stadion Toeschouwers: 13.024 Scheidsrechter: Björn Kuipers Video-assistent: Laurens Gerrets                                                                                               | Vito van Crooij 25' Thomas Lam 30' 80' Younes Namli 37' Kenneth Paal 53' Mike van Duinen 90' (pen.), 90+3' | Wedstrijdverslag                                    | 7' Simon Gustafson 51' 90+6' Riechedly Bazoer 59' 90' Timo Letschert 61' 75' Jean-Christophe Bahebeck 71' Urby Emanuelson 88' Nicolas Gavory | Van der Hart, Ehizibue, Lam, Van Polen, Paal, Bouy ( 72' Flemming), Clement, Namli, Van Duinen, Van Crooij ( 81' Elbers), Thy                                    |
| 21e speelronde | sc Heerenveen                                                                                              | 1 – 1 (1 – 1)                                       | PEC Zwolle | Opstelling PEC Zwolle: |
| 9 februari 2019 Aanvangstijd: 18.30 uur Plaats: Heerenveen Abe Lenstra Stadion Toeschouwers: 19.822 Scheidsrechter: Danny Makkelie Video-assistent: Luca Cantineau                                                                                        | Michel Vlap 30'                                                                                            | Wedstrijdverslag                                    | 45+1' Thomas Lam 83' Pelle Clement | Van der Hart, Ehizibue, Lam, Van Polen, Paal, Bouy ( 71' Flemming), Clement, Namli, Van Duinen ( 75' Elbers), Van Crooij ( 88' Leemans), Thy                     |
| 22e speelronde | ADO Den Haag                                                                                               | 1 – 0 (1 – 0)                                       | PEC Zwolle | Opstelling PEC Zwolle: |
| 15 februari 2019 Aanvangstijd: 20.00 uur Plaats: Den Haag Cars Jeans Stadion Toeschouwers: 12.253 Scheidsrechter: Joey Kooij Video-assistent: Jeroen Manschot                                                                                             | Giovanni Troupée 45' Sheraldo Becker 81'                                                                   | Wedstrijdverslag                                    | 30' Kingsley Ehizibue 62', 81' Younes Namli                                                                                                  | Van der Hart, Ehizibue, Lam, Van Polen, Hamer, Bouy ( 78' Flemming), Clement, Namli, Elbers ( 69' Leemans), Van Crooij ( 73' Dekker), Thy                        |
| 23e speelronde | PEC Zwolle                                                                                                 | 0 – 3 (0 – 1)                                       | De Graafschap | Opstelling PEC Zwolle: |
| 23 februari 2019 Aanvangstijd: 19.45 uur Plaats: Zwolle MAC³PARK stadion Toeschouwers: 13.823 Scheidsrechter: Richard Martens Video-assistent: Siemen Mulder                                                                                              | Bram van Polen 61'                                                                                         | Wedstrijdverslag                                    | 36' (e.d.) Thomas Lam 64' Charlison Benschop 72' Bart Straalman 77' Fabian Serrarens 80' Delano Burgzorg                                     | Van der Hart, Ehizibue, Lam, Van Polen, Paal, Bouy ( 71' Leemans), Clement, Flemming, Van Duinen, Van Crooij ( 72' Elbers), Thy                                  |
| 25e speelronde | PEC Zwolle                                                                                                 | 0 – 0                                               | AZ | Opstelling PEC Zwolle: |
| 10 maart 2019 Aanvangstijd: 12.15 uur Plaats: Zwolle MAC³PARK stadion Toeschouwers: 13.954 Scheidsrechter: Denny Makkelie Video-assistent: Christian Mulder                                                                                               | | Wedstrijdverslag                                    | | Van der Hart, Ehizibue, Lam, Lachman, Paal, Hamer, Clement, Namli, Van Duinen ( 88' Leemans), Elbers ( 67' Van Crooij), Thy ( 73' Flemming)                      |
| 24e speelronde | AFC Ajax                                                                                                   | 2 – 1 (1 – 0)                                       | PEC Zwolle | Opstelling PEC Zwolle: |
| 2 13 maart 2019 Aanvangstijd: 18.30 uur Plaats: Amsterdam Amsterdam ArenA Toeschouwers: 52.385 Scheidsrechter: Allard Lindhout Video-assistent: Jeroen Manschot                                                                                           | Dušan Tadić 32' 86' Daley Blind 85' Joël Veltman 90+2'                                                     | Wedstrijdverslag                                    | 79' 25', 90' Vito van Crooij 86' Thomas Lam                                                                                                  | Van der Hart ( 18' Boer), Ehizibue, Lam, Lachman, Paal, Hamer, Clement, Namli, Van Duinen, Van Crooij ( 68' Elbers), Flemming ( 89' Thy)                         |
| 26e speelronde | SBV Excelsior                                                                                              | 0 – 2 (0 – 0)                                       | PEC Zwolle | Opstelling PEC Zwolle: |
| 17 maart 2019 Aanvangstijd: 16.45 uur Plaats: Rotterdam Stadion Woudestein Toeschouwers: 4.093 Scheidsrechter: Siemen Mulder Video-assistent: Edgar Bijl                                                                                                  | | Wedstrijdverslag                                    | 12' Thomas Lam 44' Bram van Polen 82' Kingsley Ehizibue 84' Younes Namli                                                                     | Van der Hart, Van Polen, Lam, Lachman, Paal, Hamer, Clement ( 83' Bouy), Namli, Van Duinen ( 65' Elbers), Ehizibue, Thy ( 77' Flemming)                          |
| 27e speelronde | PEC Zwolle                                                                                                 | 3 – 0 (2 – 0)                                       | FC Emmen | Opstelling PEC Zwolle: |
| 31 maart 2019 Aanvangstijd: 14.30 uur Plaats: Zwolle MAC³PARK stadion Toeschouwers: 13.721 Scheidsrechter: Jochem Kamphuis Video-assistent: Sander van der Eijk                                                                                           | Vito van Crooij 3' Kenneth Paal 31' Lennart Thy 45', 90' Gustavo Hamer 71' Stanley Elbers 75'              | Wedstrijdverslag                                    | 90+2' Nick Bakker | Van der Hart, Ehizibue ( 82' Nakayama), Van den Berg, Lachman, Paal, Hamer ( 79' Leemans), Clement, Namli, Van Duinen ( 70' Elbers), Van Crooij, Thy             |
| 28e speelronde | PSV | 4 – 0 (1 – 0)                                       | PEC Zwolle | Opstelling PEC Zwolle: |
| 4 april 2019 Aanvangstijd: 18.30 uur Plaats: Eindhoven Philips Stadion Toeschouwers: 34.000 Scheidsrechter: Pol van Boekel Video-assistent: Siemen Mulder                                                                                                 | Luuk de Jong 24', 75' Steven Bergwijn 62' Donyell Malen 90+4'                                              | Wedstrijdverslag                                    | | Van der Hart, Van Polen ( 68' Nakayama), Lam, Lachman, Paal, Hamer ( 78' Flemming), Clement, Namli, Ehizibue ( 78' Elbers), Van Crooij, Thy ( 64' Van Duinen)    |
| 29e speelronde | PEC Zwolle                                                                                                 | 5 – 0 (1 – 0)                                       | Fortuna Sittard | Opstelling PEC Zwolle: |
| 7 april 2019 Aanvangstijd: 14.30 uur Plaats: Zwolle MAC³PARK stadion Toeschouwers: 13.334 Scheidsrechter: Dennix Higler Video-assistent: Martin Pérez | Vito van Crooij 27' 33' Younes Namli 50' Lennart Thy 53', 65' Mike van Duinen 61'                          | Wedstrijdverslag                                    | 11' Marco Ospitalieri 35' Branislav Niňaj | Van der Hart, Van Polen, Lam, Lachman, Paal, Ehizibue, Clement ( 68' Leemans), Namli, Van Duinen, Van Crooij ( 72' Elbers), Thy                                  |
| 30e speelronde | Willem II                                                                                                  | 2 – 0 (1 – 0)                                       | PEC Zwolle | Opstelling PEC Zwolle: |
| 13 april 2019 Aanvangstijd: 20.45 uur Plaats: Tilburg Koning Willem II Stadion Toeschouwers: 12.947 Scheidsrechter: Rob Dieperink Video-assistent: Luca Cantineau                                                                                         | Damil Dankerlui 38' Alexander Isak 60' 90+3' (pen.)                                                        | Wedstrijdverslag                                    | 45+1' Kingsley Ehizibue 90+2' Mickey van der Hart                                                                                            | Van der Hart, Van Polen, Lam ( 43' Bouy), Lachman, Paal, Ehizibue, Hamer, Clement ( 84' Flemming), Namli ( 26' Thy), Van Duinen, Van Crooij                      |
| 31e speelronde | SBV Vitesse                                                                                                | 4 – 1 (1 – 1)                                       | PEC Zwolle | Opstelling PEC Zwolle: |
| 20 april 2019 Aanvangstijd: 19.45 uur Plaats: Arnhem GelreDome Toeschouwers: 15.387 Scheidsrechter: Björn Kuipers Video-assistent: Clay Ruperti | Bryan Linssen 9', 47', 77' Alexander Büttner 27' Mohammed Dauda 73'                                        | Wedstrijdverslag                                    | 23' Lennart Thy 43' Bram van Polen 76' Kingsley Ehizibue                                                                                     | Van der Hart, Ehizibue, Van Polen, Lachman, Paal ( 83' Van den Berg), Hamer ( 72' Leemans), Clement, Namli, Van Duinen, Van Crooij ( 72' Elbers), Thy            |
| 32e speelronde | PEC Zwolle                                                                                                 | 3 – 2 (0 – 1)                                       | FC Groningen | Opstelling PEC Zwolle: |
| 24 april 2019 * 29 april 2019 (restant) Aanvangstijd: 19.45 uur/20.00 uur Plaats: Zwolle MAC³PARK stadion Toeschouwers: 13.942 Scheidsrechter: Martin van den Kerkhof Video-assistent: Erwin Blank * Wedstrijd werd na 56 minuten gestaakt wegens onweer. | Lennart Thy 47', 81' Pelle Clement 61' Bram van Polen 75' Kingsley Ehizibue 85' Vito van Crooij 90+1'      | Wedstrijdverslag 24 april Wedstrijdverslag 29 april | 20' Kaj Sierhuis 55' Paul Gladon | Boer, Ehizibue ( 90' Van den Berg), Van Polen, Lachman, Paal, Hamer, Clement, Namli, Van Duinen, Van Crooij, Thy                                                 |
| 33e speelronde | PEC Zwolle                                                                                                 | 2 – 4 (1 – 0)                                       | VVV-Venlo | Opstelling PEC Zwolle: |
| 12 mei 2019 Aanvangstijd: 14.30 uur Plaats: Zwolle MAC³PARK stadion Toeschouwers: 13.189 Scheidsrechter: Sander van der Eijk Video-assistent: Ingmar Oostrom                                                                                              | Lennart Thy 43' Stanley Elbers 85'                                                                         | Wedstrijdverslag                                    | 54', 57', 74' Peniel Mlapa 65' Peter van Ooijen 85' Lars Unnerstall                                                                          | Boer, Van den Berg, Lachman ( 75' Bouy), Nakayama, Paal, Hamer, Clement ( 85' Elbers), Namli, Van Duinen, Van Crooij, Thy                                        |
| 34e speelronde | NAC Breda                                                                                                  | 0 – 0                                               | PEC Zwolle | Opstelling PEC Zwolle: |
| 28 april 2019 15 mei 2019 Aanvangstijd: 14.30 uur Plaats: Breda Rat Verlegh Stadion Toeschouwers: 14.216 Scheidsrechter: Jochem Kamphuis Video-assistent: Clay Ruperti                                                                                    | | Wedstrijdverslag                                    | 90' Kenneth Paal | Van der Hart, Ehizibue, Lachman, Nakayama, Paal ( 83' Van den Berg), Hamer ( 75' Van Duinen), Clement, Bouy ( 66' Leemans), Namli, Elbers, Thy ( 61' Van Crooij) |

### KNVB beker
| 1e ronde | VV Staphorst                                                                 | 0 – 1 (0 – 1)    | PEC Zwolle                                           | Opstelling PEC Zwolle: |
| 26 september 2018 Aanvangstijd: 19.45 uur Plaats: Staphorst Sportpark Het Noorderslag Toeschouwers: 3.500 Scheidsrechter: Bas Nijhuis | Ewald Koster 86' Martin van 't Ende 90+6'                                    | Wedstrijdverslag | 8' Vito van Crooij 79' Mike van Duinen               | Van der Hart, Ehizibue ( 46' Scamacca), Lam ( 46' Paal), Lachman, Van Polen, Leemans, Dekker, Flemming ( 61' Genreau), Namli, Van Crooij, Van Duinen |
| 2e ronde | De Graafschap                                                                | 2 – 5 (0 – 3)    | PEC Zwolle                                           | Opstelling PEC Zwolle: |
| 30 oktober 2018 Aanvangstijd: 20.45 uur Plaats: Doetinchem Stadion De Vijverberg Toeschouwers: 4.345 Scheidsrechter: Bas Nijhuis      | Javier Vet 53' Erik Bakker 63'                                               | Wedstrijdverslag | 13', 23', 44', 71' Zian Flemming 56' Mike van Duinen | Van der Hart, Ehizibue, Lam, Lachman, Paal, Bouy, Hamer ( 83' Dekker), Genreau ( 67' Leemans), Namli ( 60' Scamacca), Van Duinen, Flemming           |
| Achtste finale | AZ                                                                           | 5 – 0 (3 – 0)    | PEC Zwolle                                           | Opstelling PEC Zwolle: |
| 18 december 2018 Aanvangstijd: 20.45 uur Plaats: Alkmaar AFAS Stadion Toeschouwers: 6.086 Scheidsrechter: Dennis Higler               | Oussama Idrissi 10', 18' Guus Til 26' Mats Seuntjens 48' Fredrik Midtsjø 50' | Wedstrijdverslag | 39' Thomas Lam                                       | Boer, Ehizibue, Lam, Bouy ( 46' Van den Berg), Paal, Van Polen, Dekker, Van Duinen ( 67' Elbers), Namli, Van Crooij ( 71' Kaptein), Flemming         |

## Selectie en technische staf

### Selectie 2018/19
| Nr.           | Nat.                   | Naam                   | Competitie | Competitie | Beker      | Beker      | Totaal     | Totaal     | Contract tot | Seizoen    | Vorige club          | Debuut            |            |            |
| Nr.           | Nat.                   | Naam                   | W          |            | W          |            | W          |            | Contract tot | Seizoen    | Vorige club          | Debuut            |            |            |
| Doelmannen    | Doelmannen             | Doelmannen             | Doelmannen | Doelmannen | Doelmannen | Doelmannen | Doelmannen | Doelmannen | Doelmannen   | Doelmannen | Doelmannen           | Doelmannen        | Doelmannen | Doelmannen |
| ------------- | ---------------------- | ---------------------- | ---------- | ---------- | ---------- | ---------- | ---------- | ---------- | ------------ | ---------- | -------------------- | ----------------- | ---------- | ---------- |
| 1             | Vlag van Nederland     | Diederik Boer          | 7          | 0          | 1          | 0          | 8          | 0          | 2019         | 16e        | AFC Ajax             | 8 maart 2003      |            |            |
| 16            | Vlag van Nederland     | Mickey van der Hart    | 29         | 0          | 2          | 0          | 31         | 0          | 2019         | 4e         | AFC Ajax             | 24 september 2015 |            |            |
| 23            | Vlag van Australië     | Dean Bouzanis          | 0          | 0          | 0          | 0          | 0          | 0          | Huur         | 1e         | Melbourne City FC    | –                 |            |            |
| 40            | Vlag van Nederland     | Mike Hauptmeijer       | 0          | 0          | 0          | 0          | 0          | 0          | 2019         | 3e         | Jeugd                | 3 februari 2018   |            |            |
| Verdedigers   |                        |                        |            |            |            |            |            |            |              |            |                      |                   |            |            |
| 2             | Vlag van Nederland     | Bram van Polen         | 22         | 2          | 2          | 0          | 24         | 2          | 2019         | 13e        | SBV Vitesse          | 12 oktober 2007   |            |            |
| 3             | Vlag van Finland       | Thomas Lam             | 25         | 4          | 3          | 0          | 28         | 4          | 2020         | 3e         | Nottingham Forest FC | 16 augustus 2014  |            |            |
| 4             | Vlag van Japan         | Yuta Nakayama          | 4          | 0          | 0          | 0          | 4          | 0          | 2022         | 1e         | Kashiwa Reysol       | 31 maart 2019     |            |            |
| 4             | Vlag van Nederland     | Dirk Marcellis         | 2          | 0          | 0          | 0          | 2          | 0          | 2020         | 4e         | NAC Breda            | 12 augustus 2015  |            |            |
| 5             | Vlag van Nederland     | Kenneth Paal           | 29         | 0          | 3          | 0          | 32         | 0          | Huur         | 1e         | PSV                  | 25 augustus 2018  |            |            |
| 13            | Vlag van Italië        | Alessandro Tripaldelli | 2          | 0          | 0          | 0          | 2          | 0          | Huur         | 1e         | US Sassuolo          | 16 september 2018 |            |            |
| 15            | Vlag van Nederland     | Ruben Ligeon           | 1          | 0          | 0          | 0          | 1          | 0          | 2020         | 2e         | Slovan Bratislava    | 27 januari 2018   |            |            |
| 18            | Vlag van Nederland     | Dico Koppers           | 0          | 0          | 0          | 0          | 0          | 0          | 2019         | 2e         | Willem II            | 20 augustus 2017  |            |            |
| 20            | Vlag van Nederland     | Kingsley Ehizibue      | 32         | 1          | 3          | 0          | 35         | 1          | 2020         | 5e         | Jeugd                | 13 december 2014  |            |            |
| 29            | Vlag van Curaçao       | Darryl Lachman         | 20         | 0          | 2          | 0          | 22         | 0          | 2021         | 4e         | Willem II            | 5 augustus 2011   |            |            |
| 33            | Vlag van Nederland     | Sepp van den Berg      | 15         | 0          | 1          | 0          | 16         | 0          | 2020         | 2e         | Jeugd                | 11 maart 2018     |            |            |
| 34            | Vlag van Nederland     | Ouasim Bouy            | 17         | 0          | 2          | 0          | 19         | 0          | Huur         | 3e         | Leeds United AFC     | 12 september 2015 |            |            |
| 47            | Vlag van Nederland     | Destan Bajselmani      | 0          | 0          | 0          | 0          | 0          | 0          | Jeugd        | 1e         | Jeugd                | –                 |            |            |
| Middenvelders |                        |                        |            |            |            |            |            |            |              |            |                      |                   |            |            |
| 6             | Vlag van Nederland     | Gustavo Hamer          | 23         | 0          | 1          | 0          | 24         | 0          | 2021         | 1e         | Feyenoord            | 10 augustus 2018  |            |            |
| 8             | Vlag van Nederland     | Clint Leemans          | 22         | 2          | 2          | 0          | 24         | 2          | 2021         | 1e         | VVV-Venlo            | 10 augustus 2018  |            |            |
| 14            | Vlag van Nederland     | Zian Flemming          | 25         | 2          | 3          | 4          | 28         | 6          | 2021         | 1e         | AFC Ajax             | 10 augustus 2018  |            |            |
| 17            | Vlag van Australië     | Denis Genreau          | 10         | 0          | 2          | 0          | 12         | 0          | Huur         | 1e         | Melbourne City FC    | 10 augustus 2018  |            |            |
| 19            | Vlag van Nederland     | Rick Dekker            | 15         | 1          | 3          | 0          | 18         | 1          | 2020         | 5e         | Feyenoord (Jeugd)    | 5 oktober 2014    |            |            |
| 21            | Vlag van Denemarken    | Younes Namli           | 33         | 4          | 3          | 0          | 36         | 4          | 2020         | 2e         | sc Heerenveen        | 13 augustus 2017  |            |            |
| 22            | Vlag van Nederland     | Pelle Clement          | 17         | 0          | 0          | 0          | 17         | 0          | 2021         | 1e         | Reading FC           | 19 januari 2019   |            |            |
| 30            | Vlag van Nederland     | Eliano Reijnders       | 0          | 0          | 0          | 0          | 0          | 0          | 2021         | 1e         | Jeugd                | –                 |            |            |
| 30            | Vlag van Nieuw-Zeeland | Ryan Thomas            | 0          | 0          | 0          | 0          | 0          | 0          | 2019         | 6e         | Western Suburbs      | 2 november 2013   |            |            |
| 37            | Vlag van Nederland     | Steff Kaptein          | 0          | 0          | 1          | 0          | 1          | 0          | Jeugd        | 1e         | Jeugd                | 18 december 2018  |            |            |
| 49            | Vlag van Nederland     | Thomas van den Belt    | 0          | 0          | 0          | 0          | 0          | 0          | 2021         | 1e         | Jeugd                | –                 |            |            |
| Aanvallers    |                        |                        |            |            |            |            |            |            |              |            |                      |                   |            |            |
| 7             | Vlag van Nederland     | Vito van Crooij        | 30         | 9          | 2          | 1          | 32         | 10         | 2022         | 1e         | VVV-Venlo            | 10 augustus 2018  |            |            |
| 9             | Vlag van Nederland     | Mike van Duinen        | 33         | 8          | 3          | 1          | 36         | 9          | 2021         | 1e         | SBV Excelsior        | 10 augustus 2018  |            |            |
| 10            | Vlag van Italië        | Gianluca Scamacca      | 7          | 0          | 2          | 0          | 9          | 0          | Huur         | 1e         | US Sassuolo          | 2 september 2018  |            |            |
| 10            | Vlag van Duitsland     | Lennart Thy            | 17         | 9          | 0          | 0          | 17         | 9          | 2020         | 1e         | BB Erzurumspor       | 19 januari 2019   |            |            |
| 11            | Vlag van Nederland     | Terell Ondaan          | 2          | 0          | 0          | 0          | 2          | 0          | 2020         | 2e         | SBV Excelsior        | 9 september 2017  |            |            |
| 25            | Vlag van Nederland     | Stanley Elbers         | 23         | 1          | 1          | 0          | 24         | 1          | 2020         | 1e         | SBV Excelsior        | 19 augustus 2018  |            |            |
| 35            | Vlag van Nederland     | Giovanni Hiwat         | 0          | 0          | 0          | 0          | 0          | 0          | 2019         | 4e         | Helmond Sport        | 5 augustus 2011   |            |            |
| –             | Vlag van Nederland     | Anass Achahbar         | 0          | 0          | 0          | 0          | 0          | 0          | 2020         | 3e         | Feyenoord            | 6 augustus 2016   |            |            |
| Nr.           | Nat.                   | Naam                   | W          |            | W          |            | W          |            | Contract     | Seizoen    | Vorige club          | Debuut            |            |            |
| Nr.           | Nat.                   | Naam                   | Competitie | Competitie | Beker      | Beker      | Totaal     | Totaal     | Contract     | Seizoen    | Vorige club          | Debuut            |            |            |

### Legenda
| # | Reden                                          |
| - | ---------------------------------------------- |
|   | Heeft de club in het lopende seizoen verlaten. |
|   | Heeft de club op huurbasis verlaten.           |

### Technische staf
| Naam                | Functie           |
| ------------------- | ----------------- |
| Jaap Stam           | Hoofdtrainer      |
| Gert Peter de Gunst | Assistent-Trainer |
| Said Bakkati        | Assistent-Trainer |

## Statistieken PEC Zwolle 2018/2019

### Eindstand PEC Zwolle in de Nederlandse Eredivisie 2018 / 2019
| Stand | Gespeeld | Gewonnen | Gelijk | Verloren | Punten | Doelpunten voor | Doelpunten tegen | Gele kaarten | Rode kaarten |
| ----- | -------- | -------- | ------ | -------- | ------ | --------------- | ---------------- | ------------ | ------------ |
| 13e   | 34       | 11       | 6      | 17       | 39     | 44              | 57               | 57           | 3            |

### Topscorers
| #              | Naam              | Goal |
| -------------- | ----------------- | ---- |
| 1.             | Vito van Crooij   | 9    |
| 1.             | Lennart Thy       | 9    |
| 3.             | Mike van Duinen   | 8    |
| 4.             | Thomas Lam        | 4    |
| 4.             | Younes Namli      | 4    |
| 6.             | Zian Flemming     | 2    |
| 6.             | Clint Leemans     | 2    |
| 6.             | Bram van Polen    | 2    |
| 9.             | Rick Dekker       | 1    |
| 9.             | Kingsley Ehizibue | 1    |
| 9.             | Stanley Elbers    | 1    |
| Eigen doelpunt |                   |      |
|                | Lasse Schöne      | 1    |
| Totaal         | Totaal            | 44   |

| #      | Naam            | Goal |
| ------ | --------------- | ---- |
| 1.     | Zian Flemming   | 4    |
| 2.     | Vito van Crooij | 1    |
| 2.     | Mike van Duinen | 1    |
| Totaal | Totaal          | 6    |

| #      | Naam            | Goal |
| ------ | --------------- | ---- |
| 1.     | Zian Flemming   | 9    |
| 2.     | Denis Genreau   | 6    |
| 3.     | Mike van Duinen | 5    |
| 4.     | Clint Leemans   | 3    |
| 5.     | Vito van Crooij | 2    |
| 5.     | Stanley Elbers  | 2    |
| 5.     | Terell Ondaan   | 2    |
| 8.     | Gustavo Hamer   | 1    |
| 8.     | Giovanni Hiwat  | 1    |
| 8.     | Darryl Lachman  | 1    |
| 8.     | Jairo Schet     | 1    |
| 8.     | Lennart Thy     | 1    |
| Totaal | Totaal          | 34   |

### Kaarten
| #      | Naam                | Kreeg geel |
| ------ | ------------------- | ---------- |
| 1.     | Kingsley Ehizibue   | 10         |
| 2.     | Vito van Crooij     | 7          |
| 3.     | Bram van Polen      | 6          |
| 4.     | Thomas Lam          | 5          |
| 4.     | Kenneth Paal        | 5          |
| 6.     | Gustavo Hamer       | 4          |
| 7.     | Pelle Clement       | 3          |
| 7.     | Rick Dekker         | 3          |
| 7.     | Mike van Duinen     | 3          |
| 10.    | Stanley Elbers      | 2          |
| 10.    | Denis Genreau       | 2          |
| 10.    | Clint Leemans       | 2          |
| 10.    | Younes Namli        | 2          |
| 14.    | Ouasim Bouy         | 1          |
| 14.    | Zian Flemming       | 1          |
| 14.    | Mickey van der Hart | 1          |
| 14.    | Darryl Lachman      | 1          |
| Totaal | Totaal              | 57         |

| #      | Naam            | Kreeg voor de tweede keer geel en dus rood |
| ------ | --------------- | ------------------------------------------ |
| 1.     | Vito van Crooij | 1                                          |
| 1.     | Younes Namli    | 1                                          |
| Totaal | Totaal          | 2                                          |

| #      | Naam          | Weggestuurd |
| ------ | ------------- | ----------- |
| 1.     | Diederik Boer | 1           |
| Totaal | Totaal        | 1           |

### Punten per speelronde
| Speelronde | 1 | 2 | 3 | 4 | 5 | 6 | 7 | 8 | 9 | 10 | 11 | 12 | 13 | 14 | 15 | 16 | 17 | 18 | 19 | 20 | 21 | 22 | 23 | 24 | 25 | 26 | 27 | 28 | 29 | 30 | 31 | 32 | 33 | 34 |
| ---------- | - | - | - | - | - | - | - | - | - | -- | -- | -- | -- | -- | -- | -- | -- | -- | -- | -- | -- | -- | -- | -- | -- | -- | -- | -- | -- | -- | -- | -- | -- | -- |
| Punten     | 0 | 0 | 0 | 3 | 0 | 3 | 1 | 3 | 0 | 1  | 0  | 0  | 0  | 3  | 0  | 1  | 0  | 3  | 3  | 3  | 1  | 0  | 0  | 1  | 0  | 3  | 3  | 0  | 3  | 0  | 0  | 3  | 0  | 1  |

### Punten na speelronde
| Speelronde | 1 | 2 | 3 | 4 | 5 | 6 | 7 | 8  | 9  | 10 | 11 | 12 | 13 | 14 | 15 | 16 | 17 | 18 | 19 | 20 | 21 | 22 | 23 | 24 | 25 | 26 | 27 | 28 | 29 | 30 | 31 | 32 | 33 | 34 |
| ---------- | - | - | - | - | - | - | - | -- | -- | -- | -- | -- | -- | -- | -- | -- | -- | -- | -- | -- | -- | -- | -- | -- | -- | -- | -- | -- | -- | -- | -- | -- | -- | -- |
| Punten     | 0 | 0 | 0 | 3 | 3 | 6 | 7 | 10 | 10 | 11 | 11 | 11 | 11 | 14 | 14 | 15 | 15 | 18 | 21 | 24 | 25 | 25 | 25 | 26 | 26 | 29 | 32 | 32 | 35 | 35 | 35 | 38 | 38 | 39 |

### Stand na speelronde
| Speelronde | 1   | 2   | 3   | 4   | 5   | 6   | 7   | 8   | 9   | 10  | 11  | 12  | 13  | 14  | 15  | 16  | 17  | 18  | 19  | 20  | 21  | 22  | 23  | 24  | 25  | 26  | 27  | 28  | 29  | 30  | 31  | 32  | 33  | 34  |
| ---------- | --- | --- | --- | --- | --- | --- | --- | --- | --- | --- | --- | --- | --- | --- | --- | --- | --- | --- | --- | --- | --- | --- | --- | --- | --- | --- | --- | --- | --- | --- | --- | --- | --- | --- |
| Stand      | 12e | 17e | 18e | 15e | 16e | 14e | 12e | 10e | 13e | 12e | 13e | 14e | 15e | 14e | 15e | 15e | 16e | 14e | 12e | 10e | 11e | 13e | 15e | 13e | 13e | 12e | 12e | 12e | 11e | 12e | 13e | 12e | 13e | 13e |

### Doelpunten per speelronde
| Speelronde | 1 | 2 | 3 | 4 | 5 | 6 | 7 | 8 | 9 | 10 | 11 | 12 | 13 | 14 | 15 | 16 | 17 | 18 | 19 | 20 | 21 | 22 | 23 | 24 | 25 | 26 | 27 | 28 | 29 | 30 | 31 | 32 | 33 | 34 | Totaal |
| ---------- | - | - | - | - | - | - | - | - | - | -- | -- | -- | -- | -- | -- | -- | -- | -- | -- | -- | -- | -- | -- | -- | -- | -- | -- | -- | -- | -- | -- | -- | -- | -- | ------ |
| Doelpunten | 2 | 0 | 1 | 1 | 0 | 1 | 2 | 2 | 0 | 1  | 0  | 2  | 2  | 2  | 1  | 0  | 0  | 3  | 2  | 4  | 1  | 0  | 0  | 0  | 1  | 2  | 3  | 0  | 5  | 0  | 1  | 3  | 2  | 0  | 44     |

### Toeschouwersaantal per speelronde
| Speelronde | 1      | 2      | 3      | 4      | 5      | 6      | 7      | 8      | 9      | 10     | 11     | 12     | 13     | 14     | 15     | 16     | 17     | Totaal  | Gemiddeld |
| ---------- | ------ | ------ | ------ | ------ | ------ | ------ | ------ | ------ | ------ | ------ | ------ | ------ | ------ | ------ | ------ | ------ | ------ | ------- | --------- |
| Thuis      | 14.000 | –      | 13.255 | –      | 13.325 | –      | –      | 13.562 | –      | 13.523 | –      | 13.222 | 12.152 | –      | 14.000 | 13.242 | –      | 120.371 | 13.375    |
| Uit        | –      | 18.063 | –      | 16.014 | –      | 8.000  | 15.354 | –      | 45.600 | –      | 8.332  | –      | –      | 12.008 | –      | –      | 7.235  | 130.876 | 16.360    |
| Speelronde | 18     | 19     | 20     | 21     | 22     | 23     | 24     | 25     | 26     | 27     | 28     | 29     | 30     | 31     | 32     | 33     | 34     | Totaal  | Gemiddeld |
| Thuis      | 13.724 | –      | 13.024 | –      | –      | 13.823 | –      | 13.954 | –      | 13.721 | –      | 13.334 | –      | –      | 13.942 | 13.189 | –      | 108.711 | 13.589    |
| Uit        | –      | 10.667 | –      | 19.822 | 12.253 | –      | 52.385 | –      | 4.093  | –      | 34.000 | –      | 12.947 | 15.387 | –      | –      | 14.216 | 175.760 | 19.529    |
|            |        |        |        |        |        |        |        |        |        |        |        |        |        |        |        |        |        | 535.368 | 15.746    |

## Mutaties

### Zomer

#### Aangetrokken
| Nr. | Nat. | Naam                   | Van                  | Type         | Contract     | Transfersom | Bijzonderheid            |
| --- | ---- | ---------------------- | -------------------- | ------------ | ------------ | ----------- | ------------------------ |
| –   | NL   | Anass Achahbar         | N.E.C.               | –            | 30 juni 2020 | n.v.t.      | Terug van verhuurperiode |
| 34  | NL   | Ouasim Bouy            | Leeds United AFC     | Op huurbasis | 30 juni 2019 | n.v.t.      | –                        |
| 23  | AU   | Dean Bouzanis          | Melbourne City FC    | Op huurbasis | 30 juni 2019 | n.v.t.      | Met optie tot koop       |
| 7   | NL   | Vito van Crooij        | VVV-Venlo            | Transfer     | 30 juni 2022 | ± €650.000  | –                        |
| 9   | NL   | Mike van Duinen        | SBV Excelsior        | Transfer     | 30 juni 2021 | ± €750.000  | –                        |
| 25  | NL   | Stanley Elbers         | SBV Excelsior        | Transfervrij | 30 juni 2020 | n.v.t.      | –                        |
| 14  | NL   | Zian Flemming          | AFC Ajax             | Transfer     | 30 juni 2021 | ± €125.000  | –                        |
| 17  | AU   | Denis Genreau          | Melbourne City FC    | Op huurbasis | 30 juni 2019 | n.v.t.      | Met optie tot koop       |
| 6   | NL   | Gustavo Hamer          | Feyenoord            | Transfer     | 30 juni 2021 | ± €300.000  | –                        |
| –   | NL   | Jarni Koorman          | FC Twente (jeugd)    | Transfervrij | 30 juni 2020 | n.v.t.      | –                        |
| –   | CZ   | Josef Kvída            | Almere City FC       | –            | 30 juni 2019 | n.v.t.      | Terug van verhuurperiode |
| 29  | CW   | Darryl Lachman         | Willem II            | Transfervrij | 30 juni 2021 | n.v.t.      | –                        |
| 3   | FI   | Thomas Lam             | Nottingham Forest FC | Transfervrij | 30 juni 2020 | n.v.t.      | –                        |
| 8   | NL   | Clint Leemans          | VVV-Venlo            | Transfer     | 30 juni 2021 | ± €350.000  | –                        |
| 5   | NL   | Kenneth Paal           | PSV                  | Op huurbasis | 30 juni 2019 | n.v.t.      | Met optie tot koop       |
| –   | NL   | Ted van de Pavert      | N.E.C.               | –            | 30 juni 2019 | n.v.t.      | Terug van verhuurperiode |
| 10  | IT   | Gianluca Scamacca      | US Sassuolo          | Op huurbasis | 30 juni 2019 | n.v.t.      | –                        |
| 13  | IT   | Alessandro Tripaldelli | US Sassuolo          | Op huurbasis | 30 juni 2019 | n.v.t.      | –                        |

#### Vertrokken
| Nr. | Nat. | Naam                  | Naar                        | Type                   | Transfersom  | Wed. | Dlpt. |
| --- | ---- | --------------------- | --------------------------- | ---------------------- | ------------ | ---- | ----- |
| –   | NL   | Anass Achahbar        | N.E.C.                      | Op huurbasis           | n.v.t.       | 20   | 1     |
| –   | NL   | Steijn van Ark        | Universiteit van Charleston | Transfervrij           | n.v.t.       | 0    | 0     |
| 23  | NL   | Erik Bakker           | De Graafschap               | Transfervrij           | n.v.t.       | 160  | 13    |
| 45  | NL   | Mark Bruintjes        | Harkemase Boys              | Transfervrij           | n.v.t.       | 2    | 0     |
| 3   | AR   | Nicolás Freire        | CA Torque                   | Huurcontract ontbonden | n.v.t.       | 21   | 1     |
| –   | NL   | Pim ten Have          | Excelsior '31               | Transfervrij           | n.v.t.       | 0    | 0     |
| 14  | SE   | Erik Israelsson       | Vålerenga IF                | Op huurbasis           | n.v.t.       | 19   | 1     |
| –   | NL   | Joep Jansman          | Harkemase Boys              | Transfervrij           | n.v.t.       | 0    | 0     |
| 15  | GR   | Athanasios Karagounis | PAS Lamia                   | Transfervrij           | n.v.t.       | 29   | 2     |
| –   | CZ   | Josef Kvída           | N.E.C.                      | Transfervrij           | n.v.t.       | 21   | 1     |
| 29  | NL   | Sander van Looy       | Onbekend                    | Transfervrij           | n.v.t.       | 1    | 0     |
| 4   | NL   | Dirk Marcellis        | Gestopt                     | Contract ontbonden     | n.v.t.       | 97   | 5     |
| 8   | NL   | Wouter Marinus        | FC Emmen                    | Transfervrij           | n.v.t.       | 61   | 5     |
| 17  | NL   | Queensy Menig         | FC Nantes                   | Einde huurcontract     | n.v.t.       | 70   | 13    |
| 7   | NL   | Youness Mokhtar       | Ankaragücü                  | Transfervrij           | n.v.t.       | 102  | 25    |
| 10  | NL   | Stefan Nijland        | De Graafschap               | Transfervrij           | n.v.t.       | 119  | 23    |
| 11  | NL   | Terell Ondaan         | Telstar                     | Contract ontbonden     | n.v.t.       | 32   | 2     |
| 9   | PL   | Piotr Parzyszek       | Piast Gliwice               | Transfervrij           | n.v.t.       | 25   | 6     |
| –   | NL   | Ted van de Pavert     | De Graafschap               | Transfervrij           | n.v.t.       | 26   | 2     |
| –   | NL   | Jochem van Putten     | Harkemase Boys              | Transfervrij           | n.v.t.       | 0    | 0     |
| 13  | NL   | Philippe Sandler      | Manchester City FC          | Transfer               | ± €3.000.000 | 33   | 1     |
| 6   | NL   | Mustafa Saymak        | Çaykur Rizespor             | Transfervrij           | n.v.t.       | 170  | 29    |
| –   | BE   | Kaan Tanriver         | Roda JC Kerkrade            | Transfervrij           | n.v.t.       | 0    | 0     |
| 30  | NZ   | Ryan Thomas           | PSV                         | Transfer               | Onbekend     | 143  | 12    |

#### Statistieken transfers zomer
| Gekochte spelers | Verkochte spelers | Gehuurde spelers | Verhuurde spelers | Spelers terug van verhuurperiode | Spelers einde van huurperiode | Transfervrij aangetrokken spelers | Transfervrij vertrokken spelers | Doorgestroomde jeugdspelers |
| ---------------- | ----------------- | ---------------- | ----------------- | -------------------------------- | ----------------------------- | --------------------------------- | ------------------------------- | --------------------------- |
| 5                | 2                 | 6                | 2                 | 3                                | 2                             | 4                                 | 16                              | 0                           |

### Winter

#### Aangetrokken
| Nr. | Nat. | Naam          | Van            | Type         | Contract     | Transfersom | Bijzonderheid |
| --- | ---- | ------------- | -------------- | ------------ | ------------ | ----------- | ------------- |
| 22  | NL   | Pelle Clement | Reading FC     | Transfervrij | 30 juni 2021 | n.v.t.      | –             |
| 4   | JP   | Yuta Nakayama | Kashiwa Reysol | Transfer     | 30 juni 2022 | Onbekend    | –             |
| 10  | DE   | Lennart Thy   | BB Erzurumspor | Transfervrij | 30 juni 2020 | n.v.t.      | –             |

#### Vertrokken
| Nr. | Nat. | Naam                   | Naar           | Type                   | Transfersom | Wed. | Dlpt. |
| --- | ---- | ---------------------- | -------------- | ---------------------- | ----------- | ---- | ----- |
| 28  | NL   | Rogier Benschop        | Almere City FC | Transfervrij           | n.v.t.      | 2    | 0     |
| –   | NL   | Mike Hauptmeijer       | Achilles '29   | Op huurbasis           | n.v.t.      | 1    | 0     |
| 35  | NL   | Giovanni Hiwat         | Syrianska FC   | Transfervrij           | n.v.t.      | 25   | 2     |
| –   | NL   | Ruben Ligeon           | De Graafschap  | Op huurbasis           | n.v.t.      | 5    | 0     |
| 10  | IT   | Gianluca Scamacca      | US Sassuolo    | Huurcontract ontbonden | n.v.t.      | 9    | 0     |
| –   | NL   | Jaïro Schet            | FC Den Bosch   | Transfervrij           | n.v.t.      | 0    | 0     |
| 13  | IT   | Alessandro Tripaldelli | US Sassuolo    | Huurcontract ontbonden | n.v.t.      | 2    | 0     |

#### Statistieken transfers winter
| Gekochte spelers | Verkochte spelers | Gehuurde spelers | Verhuurde spelers | Spelers terug van verhuurperiode | Spelers einde van huurperiode | Transfervrij aangetrokken spelers | Transfervrij vertrokken spelers | Doorgestroomde jeugdspelers |
| ---------------- | ----------------- | ---------------- | ----------------- | -------------------------------- | ----------------------------- | --------------------------------- | ------------------------------- | --------------------------- |
| 1                | 0                 | 0                | 2                 | 0                                | 2                             | 2                                 | 3                               | 0                           |

## Voetnoten
ADO Den Haag ·
Ajax ·
AZ ·
FC Emmen ·
Excelsior ·
Feyenoord ·
Fortuna Sittard ·
De Graafschap ·
FC Groningen ·
sc Heerenveen ·
Heracles Almelo ·
NAC Breda ·
PEC Zwolle · 
PSV ·
FC Utrecht ·
Vitesse ·
VVV-Venlo ·
Willem II